# ترميز فائق الكثافة
في نظرية المعلومات الكمومية، يعد الترميز فائق الكثافة (بالإنجليزية: superdense coding) (يشار إليه أيضًا باسم الترميز الكثيف) بروتوكول اتصال كمي لتوصيل عدد من البتات الكلاسيكية من المعلومات عن طريق إرسال عدد أقل فقط من الكيوبتات، على افتراض أن المرسل والمتلقي يتشاركان مسبقًا في مورد متشابك. في أبسط أشكاله، يشتمل البروتوكول على طرفين، يشار إليهما غالبًا باسم أليس وبوب في هذا السياق، يتشاركان زوجًا من الكيوبتات المتشابكة إلى أقصى حد، ويسمح لأليس بنقل بتتين (أي واحد من 00 أو 01 أو 10 أو 11) إلى بوب بإرسال كيوبت واحد فقط. تم اقتراح هذا البروتوكول لأول مرة من قبل تشارلز إتش بينيت وستيفن ويزنر في عام 1970 (على الرغم من عدم نشرهما من قبلهما حتى عام 1992) وتم تحقيقه تجريبيًا في عام 1996 بواسطة كلاوس ماتل وهارالد وينفورتر وبول جي كويات وأنطون تسايلينغر باستخدام أزواج الفوتونات المتشابكة. يمكن اعتبار الترميز فائق الكثافة على أنه عكس الانتقال الآني الكمي، حيث ينقل المرء كيوبت واحدًا من أليس إلى بوب عن طريق توصيل بتين تقليديين، طالما أن أليس وبوب لديهما زوج بيل مشترك مسبقًا.
أصبح إرسال بتتين عبر كيوبت واحد ممكنًا من خلال حقيقة أن أليس يمكنها الاختيار من بين أربع عمليات بوابة كمومية لأداء نصيبها من الحالة المتشابكة. تحدد أليس العملية المطلوب إجراؤها وفقًا لزوج البتات التي تريد نقلها. ثم ترسل إلى بوب حالة الكيوبت التي تطورت من خلال البوابة المختارة. وبالتالي، فإن الكيوبت المذكور يشفر المعلومات حول البتتين اللتين استخدمتهما أليس لتحديد العملية، ويمكن لبوب استرجاع هذه المعلومات بفضل التشابك المشترك مسبقًا بينهما. بعد تلقي كيوبت أليس، والعمل على الزوج وقياس كليهما، حصل بوب على بتين تقليديين من المعلومات. يجدر التأكيد على أنه إذا لم يشارك بوب وأليس التشابك مسبقًا، فإن بروتوكول الكثافة الفائقة مستحيل، لأن هذا من شأنه أن ينتهك نظرية هوليفو.
الترميز فائق الكثافة هو المبدأ الأساسي للتشفير السري الكمي الآمن. إن ضرورة وجود كلا الكيوبتات لفك تشفير المعلومات التي يتم إرسالها تقضي على خطر اعتراض المتصنت على الرسائل.